# Marché électronique de Yongsan

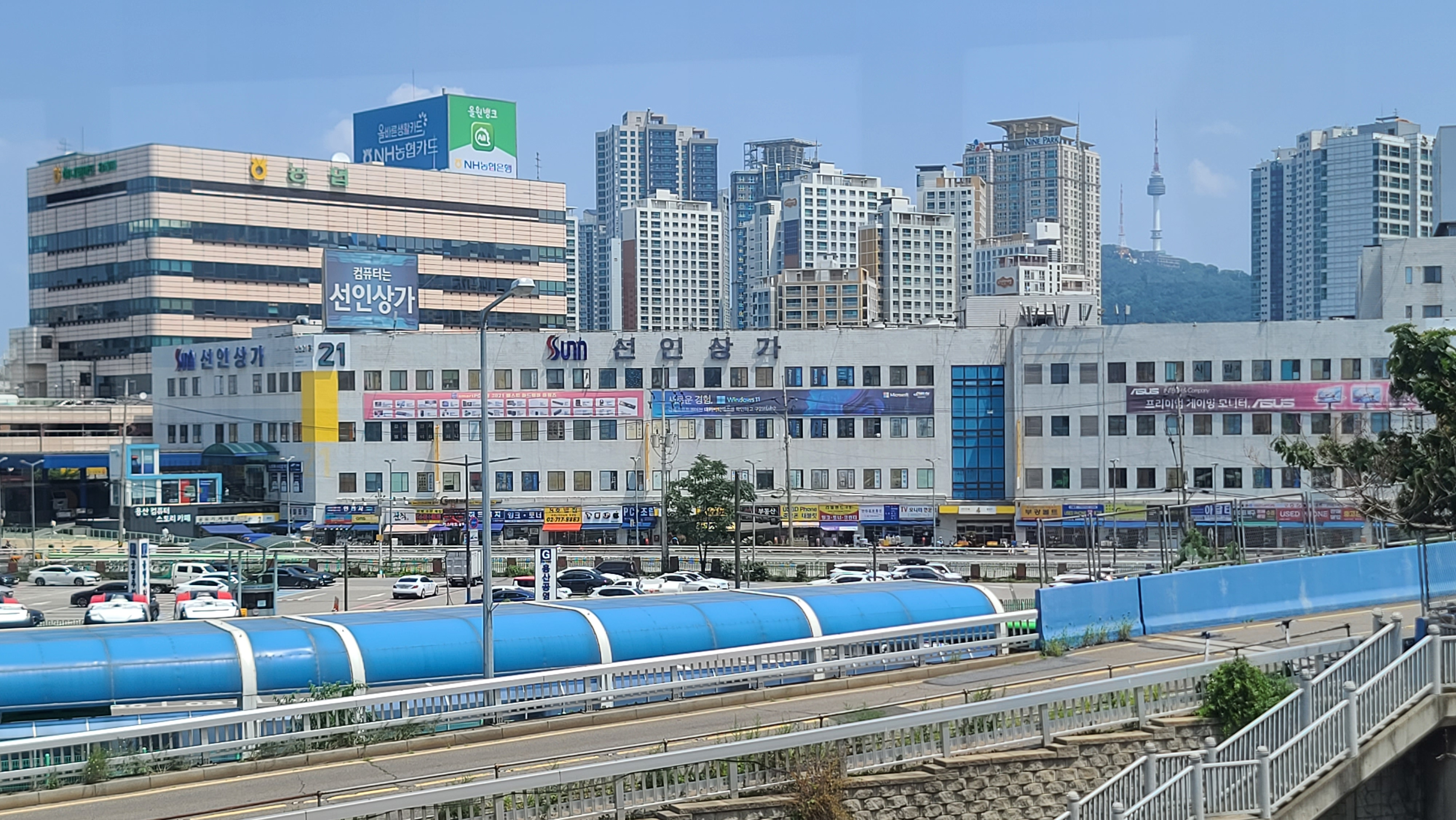

Le marché électronique de Yongsan (hangeul : 용산전자상가 ; RR : Yongsan Jeonja Sangga) est une zone de vente au détail de Séoul en Corée du Sud. S'étalant sur plus de 20 bâtiments, il abrite entre 3 000 et 5 000 boutiques qui vendent des appareils électroménagers, des chaînes stéréo, des ordinateurs et des périphériques, du matériel de bureau, des téléphones, de l'éclairage, des jeux électroniques et des logiciels, des vidéos et de la musique. Une grande variété de composants électroniques pour la construction d'ordinateurs et d'autres articles peuvent également être trouvés. Les produits fabriqués en Corée coûtent généralement 20% moins cher que dans le commerce général, tandis que ceux importés peuvent être jusqu'à 50% moins chers.
Le marché présente une grande variété de boutiques, chacune avec des procédures d'exploitation différentes. Certaines fonctionnent comme de la vente au détail traditionnelle, avec des prix fixes, des marques et des garanties, alors que d'autres acceptent, ou même s'attendent à ce que les clients négocient et n'ont pas de prix affiché pour les articles.

## Localisation et horaires
Le marché électronique est situé sur la ligne 1 du métro à la gare de Yongsan. L'entrée depuis la station se fait à travers le centre commercial du terminal ou en marchant vers la station à l'extérieur. Il peut également être atteint par la station Sinyongsan. Les grandes boutiques sont ouvertes de 10h00 à 20h00, tandis que de nombreux petits magasins ont des horaires alternatifs. La plupart sont fermés le 1er et le 3ème dimanche de chaque mois. Les grandes boutiques et de nombreux magasins de Séoul sont fermés un dimanche sur deux. Il y a un marché aux puces à côté le premier et le troisième dimanche du mois, où les articles sont encore moins chers, et où les points de vente ouvrent vers 11 heures.

## Compétition entre boutiques

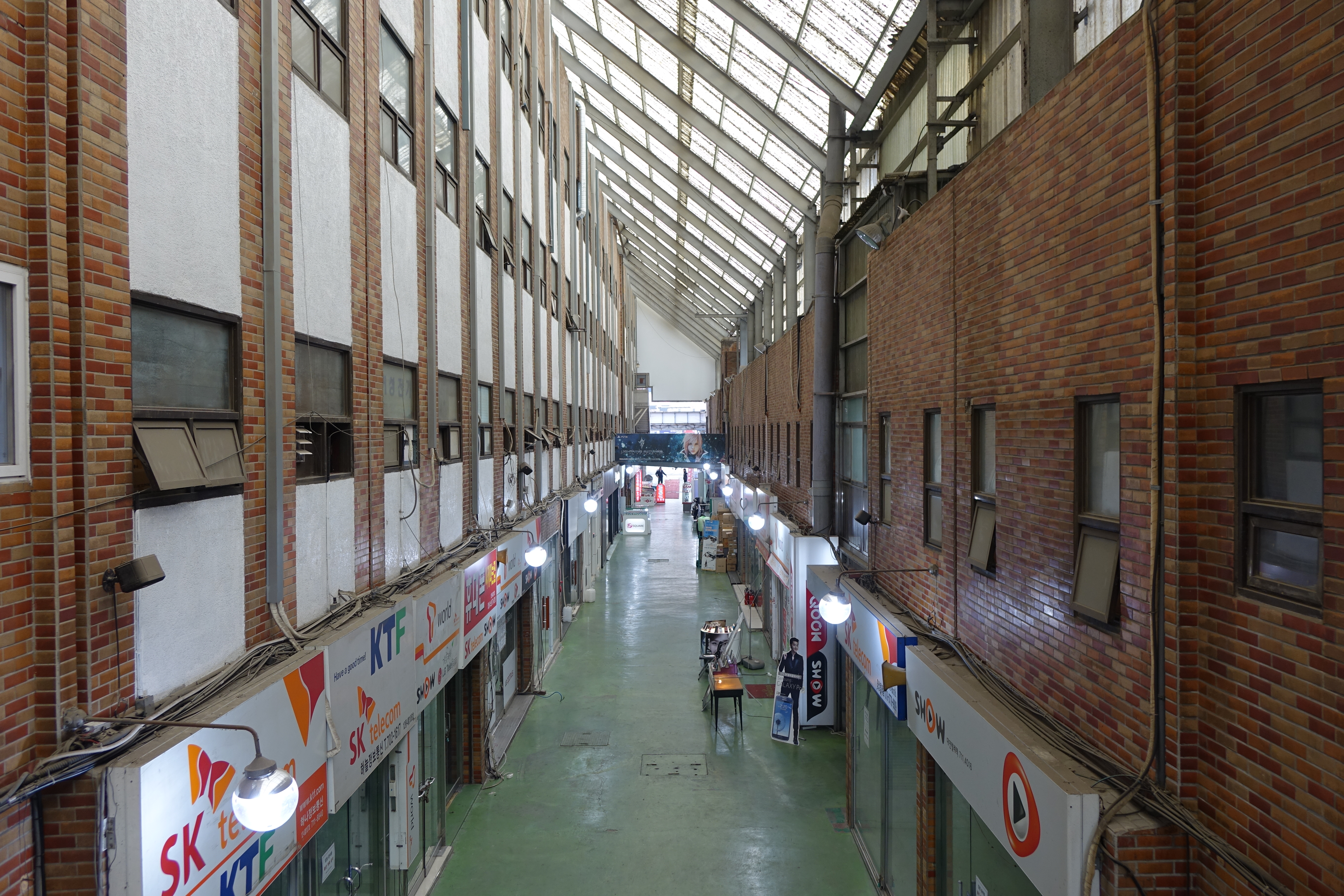
Boutiques.

Beaucoup de boutiques sont en concurrence et les commerçants essaient généralement de faire tester le produit aux potentiels clients. Pour qualifier ces comportements, les internautes ont inventé un nouveau mot, « Yong pali », qui désigne les vendeurs de Yongsan pour critiquer leur comportement de vente éhonté. Il est souligné que c'est l'une des raisons pour lesquelles les consommateurs évitent de visiter le marché. En raison de cette mauvaise publicité, le président du centre commercial Hyundai I a annoncé qu'il cherche à améliorer une telle inconduite et à offrir un meilleur service à la clientèle. Il est recommandé d'acheter dans les boutiques où les vendeurs peuvent parler anglais et de comparer chaque vendeur.